# Église Notre-Dame de Hongrie
L'église Notre-Dame de Hongrie est une église catholique située dans la ville de Budapest en Hongrie. Elle est située dans le quartier de Rákospalota sur la rive orientale du Danube.

## Historique
L'édifice est construit de 1897 à 1909 selon les plans de l'architecte Ernő Balassa.

## Dimensions
Les dimensions de l'édifice sont les suivantes :
- Hauteur intérieure ; 20 m
- Hauteur de la tour centrale ; 70 m

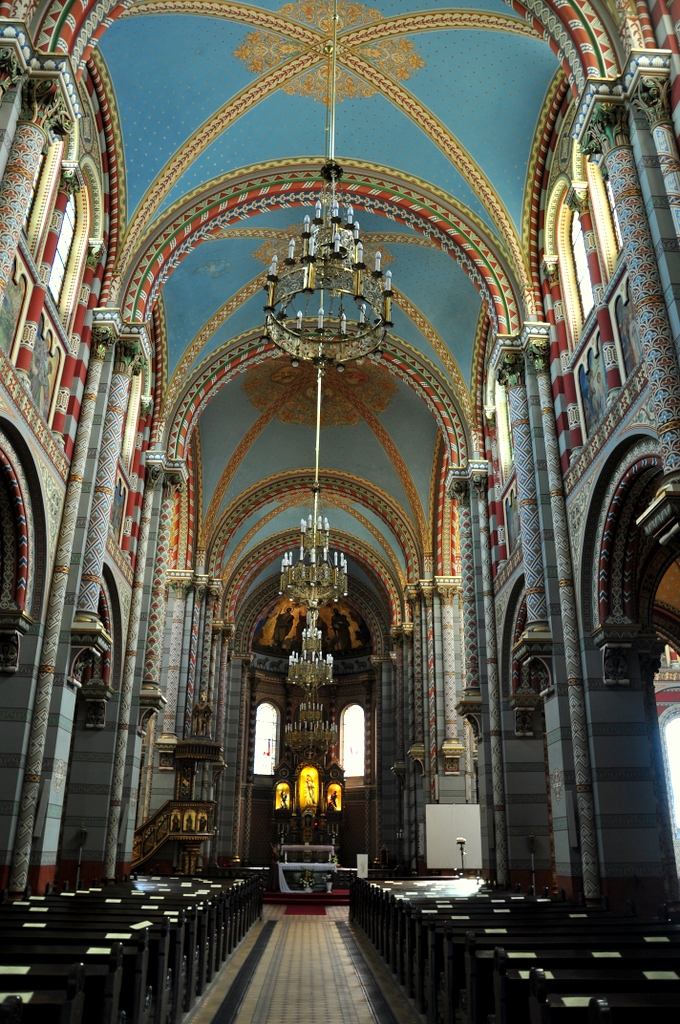
Intérieur de l'église